# شاهزاده محمود (ابن بايزيد الثاني)
شاهزاده محمود (1475-1507م) -بالتركية : Şehzade Mahmut- عاش مدة 32 سنة. هو ابن السلطان بايزيد الثاني , و أخ السلطان ياووز سليم خان الأول . قتل على يد أخيه السلطان سليم الأول بسبب الصراع حول العرش.

## حياته
هو ابن بايزيد وبلبل خاتون. شغل منصب حاكم في كاستامونو وساروهان. ولد في ساروهان. تمت إزالة أبناء الأمير محمود أورهان (1494-1512) ، وأميرهان وكاستامونو باي موسى (1490-1512) من قبل العم يافوز سلطان سليم من أجل عدم حل المشاكل.